# Anatemnus pugilatorius
Espèce
Anatemnus pugilatorius est une espèce de pseudoscorpions de la famille des Atemnidae.

## Distribution
Cette espèce est endémique de Nouvelle-Guinée orientale en Papouasie-Nouvelle-Guinée. Elle se rencontre vers Finschhafen.

## Description
Le mâle holotype mesure 3 mm.

## Publication originale
- Beier, 1965 : Die Pseudoscorpionen Neu-Guineas und der benachbarten Inseln. Pacific Insects, vol. 7, no 4, p. 749-796 (texte intégral).